# Asociación Española de Análisis Transaccional
La Asociación Española de Análisis Transaccional (AESPAT) es una asociación sin ánimo de lucro creada en 1978 para introducir y difundir en España el Análisis Transaccional (A.T.). El fundador, principal creador e innovador del Análisis Transaccional fue el Dr. Eric Berne (1910-1970), médico psiquiatra que a principios de los años cincuenta elaboró este modelo a partir de sus observaciones en la psicoterapia de grupo y en el estudio de las interacciones entre las personas.
Esta Asociación se rige por unos estatutos aprobados por el Ministerio del Interior el 8 de noviembre de 1978. Entre sus objetivos principales se encuentra la difusión del A.T., el apoyo a las investigaciones en torno al A.T. así como servir de puente entre profesionales, asociaciones y simpatizantes interesados en el Análisis Transaccional. Igualmente, esta Asociación ofrece formación y otorga titulación propia en A.T.

## Congreso
AESPAT forma parte de la Coordinadora de Asociaciones de Análisis Transaccional y, junto con la Asociación de Análisis Transaccional (ATA) y la Asociación Catalana de Análisis Transaccional (ACAT) Archivado el 5 de febrero de 2014 en Wayback Machine., celebra cada dos años el Congreso Español de Análisis Transaccional. Este Congreso supone una oportunidad más para la difusión del A.T. en España, permitiendo el intercambio de experiencias e investigaciones entre profesionales de distintas áreas del A.T.
El último Congreso se ha celebrado en Madrid los días 25 a 27 de septiembre de 2014.

## Revista
AESPAT edita dos números anuales de la “Revista de Análisis Transaccional y Psicología Humanista”, que recoge tanto estudios teóricos como innovaciones o aplicaciones prácticas relacionadas con el Análisis Transaccional.